# Marian Krzak

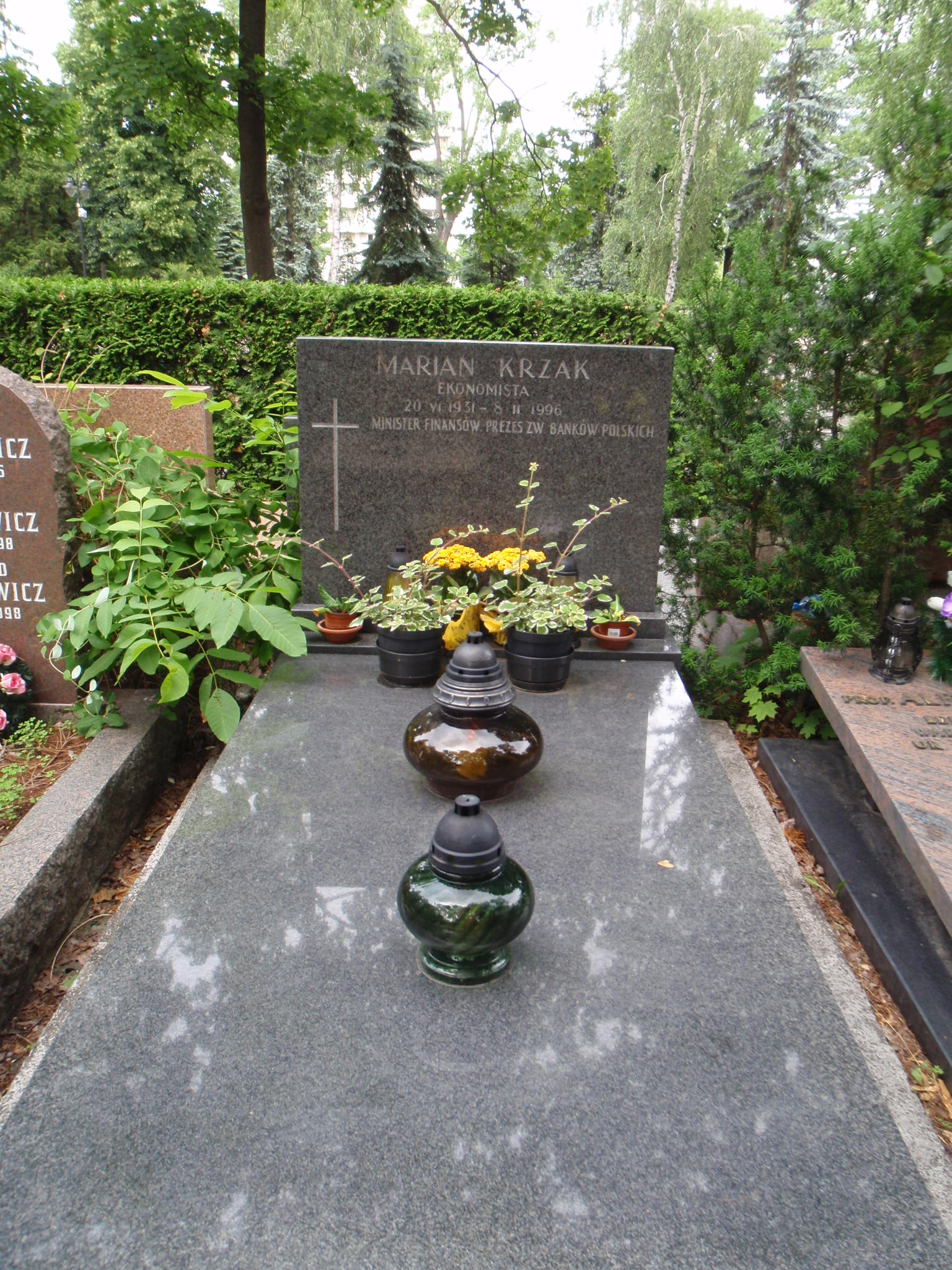
Grób Mariana Krzaka na Cmentarzu Wojskowym na Powązkach w Warszawie

Marian Wiktor Krzak (ur. 26 czerwca 1931 w Krynicy-Zdroju, zm. 8 lutego 1996) – polski ekonomista i polityk, minister finansów w latach 1980–1982.

## Życiorys
Syn Jana i Agnieszki z domu Stettner. W 1948 wstąpił do Związku Młodzieży Polskiej, w latach 1949–1950 komendant kursu drużynowych Związku Harcerstwa Polskiego Warszawa-Mokotów. W 1953 ukończył studia w Szkole Głównej Planowania i Statystyki w Warszawie. Od 1950 do 1953 był pracownikiem naukowo-dydaktycznym macierzystej uczelni, w latach 1954–1958 doktoryzował się w Instytucie Nauk Społecznych przy KC PZPR. W 1951 został członkiem Polskiej Zjednoczonej Partii Robotniczej. Od 1958 pracował w Ministerstwie Finansów, w latach 1963–1966 wicedyrektor, a do 1968 dyrektor departamentu. W 1969 został podsekretarzem stanu (I zastępca ministra w latach 1973–1980), stanowisko pełnił do chwili objęcia urzędu ministra w 1980. W 1982 odszedł ze składu rządu.
W latach 1978–1980 był prezesem Banku Handlowego, w okresie 1983–1988 był ambasadorem PRL w Austrii, zaś od 1988 do 1991 prezesem Powszechnej Kasy Oszczędności Banku Polskiego. Od kwietnia 1994 do śmierci przewodniczył radzie nadzorczej tego banku. W 1996 prezes Banku Depozytowo-Powierniczego Glob. Pierwszy prezes Związku Banków Polskich w latach 1991–1996.
Odznaczony m.in. Krzyżem Komandorskim i Kawalerskim Orderu Odrodzenia Polski.
Został pochowany na Cmentarzu Wojskowym (kwatera A 3 Tuje rz. 2 m. 21).